# Barberey-Saint-Sulpice
Barberey-Saint-Sulpice är en kommun i departementet Aube i regionen Grand Est (tidigare regionen Champagne-Ardenne) i nordöstra Frankrike. Kommunen ligger  i kantonen Troyes 4e Canton som ligger i arrondissementet Troyes. År 2022 hade Barberey-Saint-Sulpice 1 551 invånare.

## Befolkningsutveckling
Antalet invånare i kommunen Barberey-Saint-Sulpice
Referens: INSEE

## Galleri

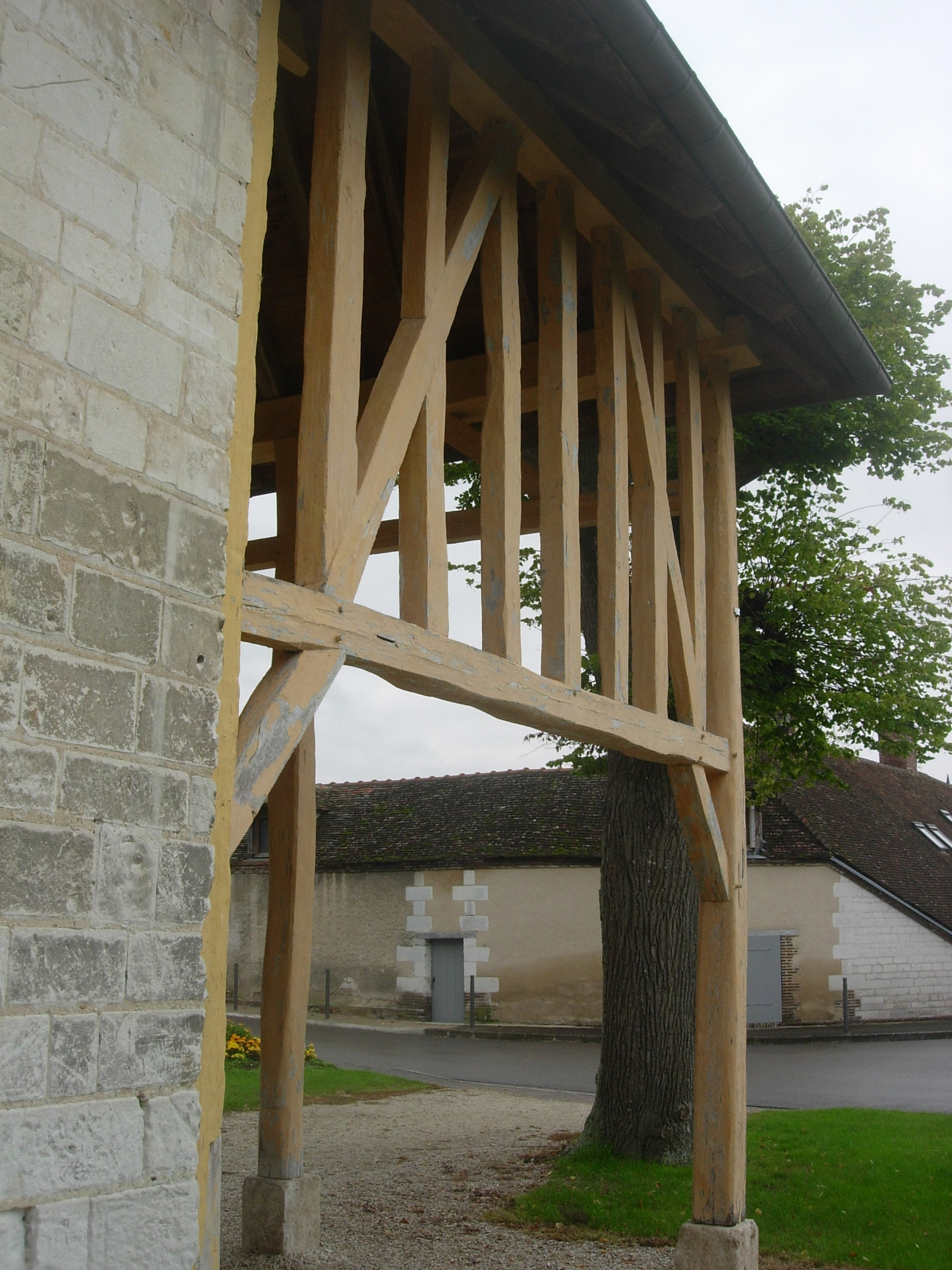
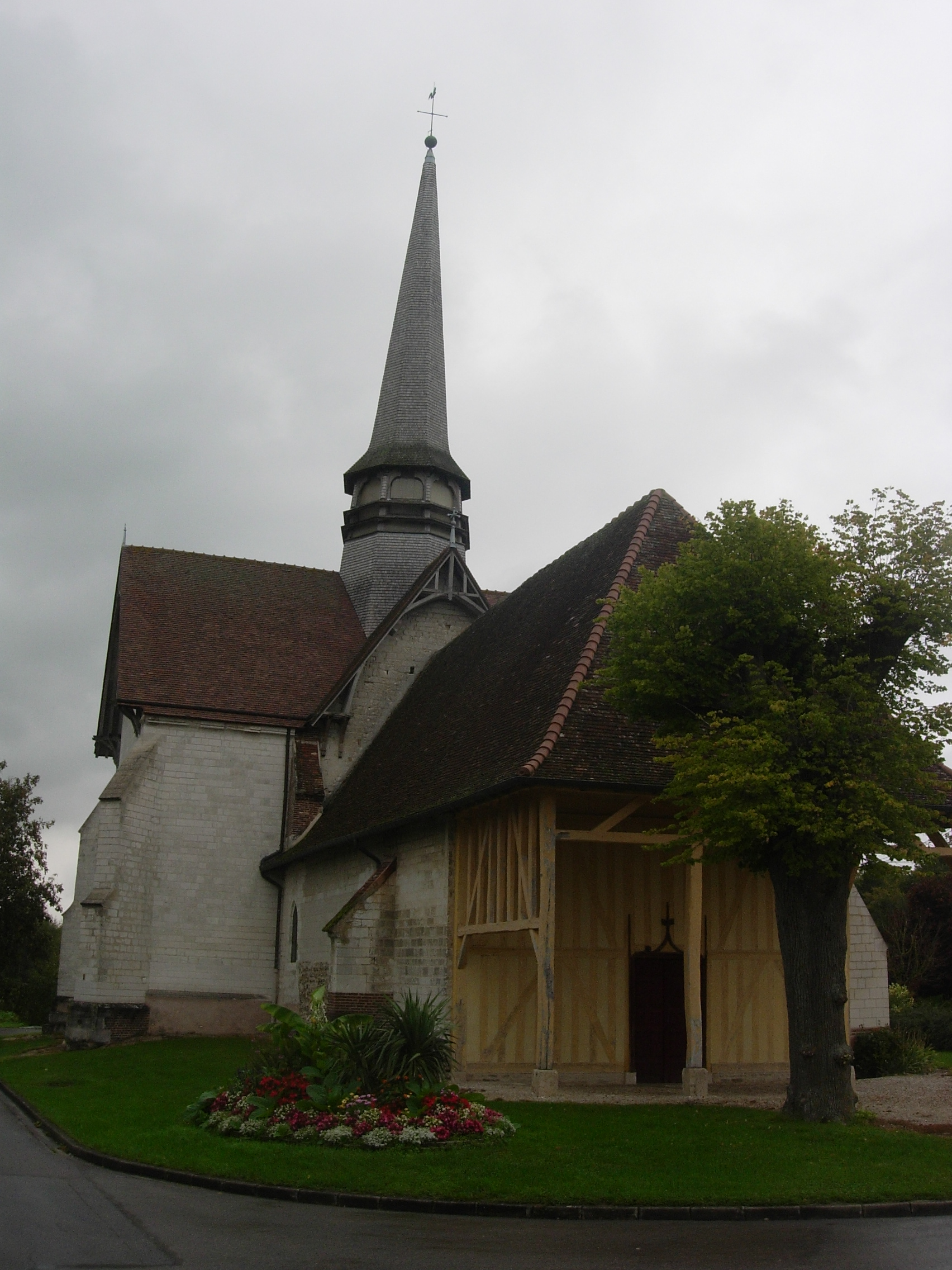
L'église de Barberey
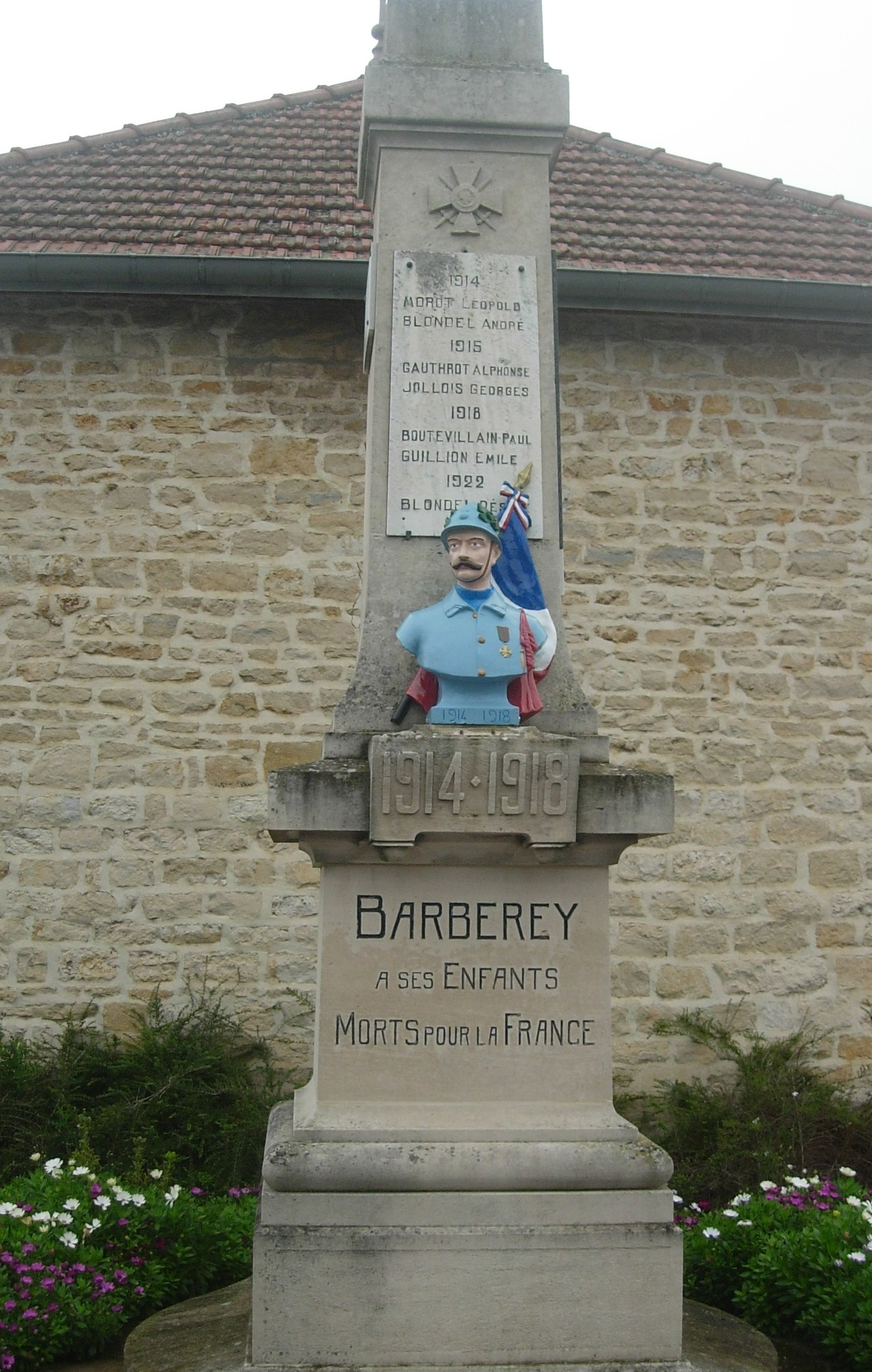
Monument aux morts de Barberey
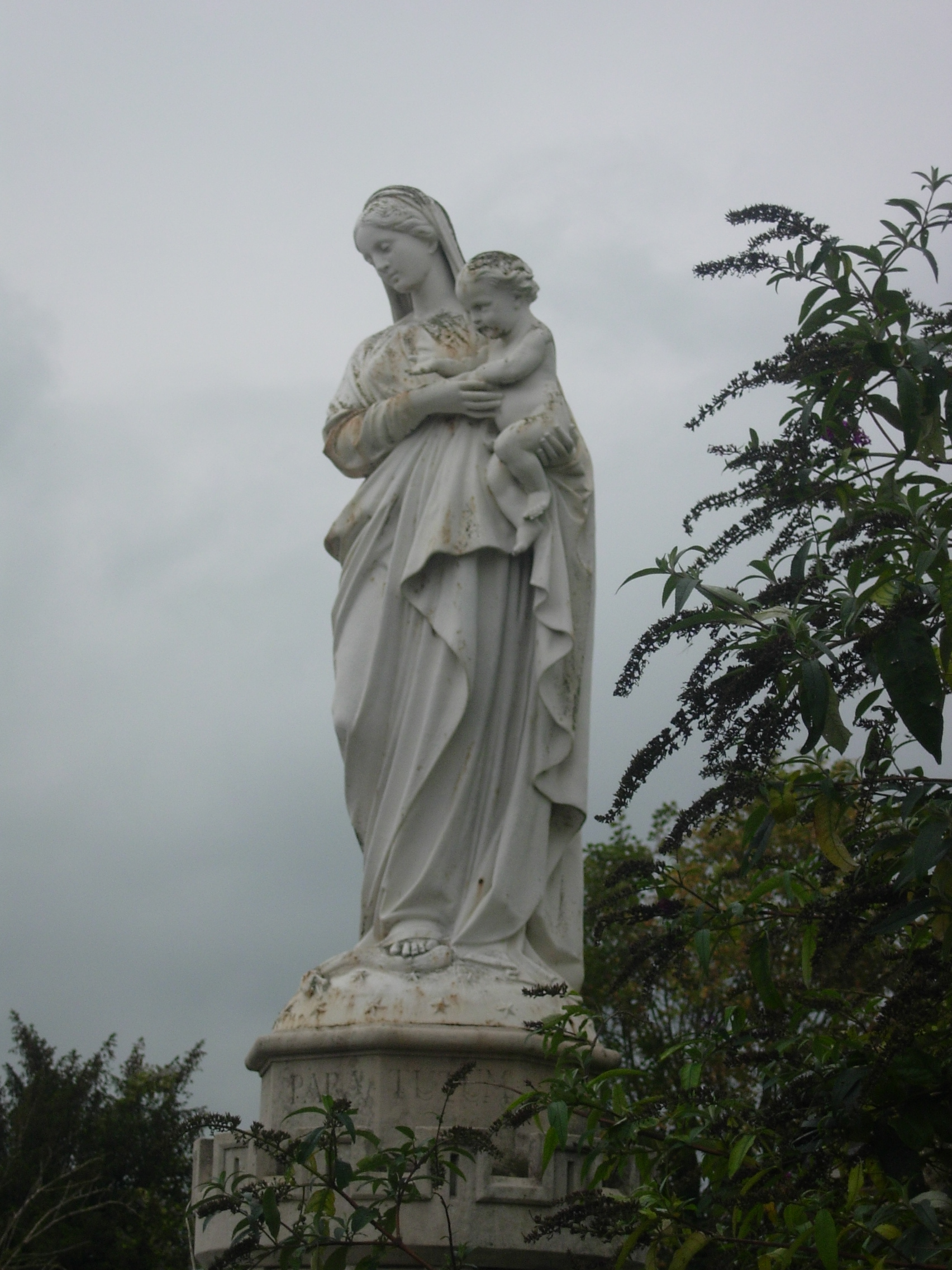
Notre Dame de Barberey